# Джгантія
Джгантія, мальт. Ġgantija, букв. «Вежа велетнів» — мегалітичний храмовий комплекс епохи неоліту на острові Гоцо біля узбережжя Мальти. Є найдавнішим з мегалітичних храмів Мальти. Складається з двох величезних храмів, споруджених в епоху неоліту (близько 3600-2500 рр.. до н. е.). Мегалітичні храми Мальти, до складу яких входить та Джгантія, занесені до списку Всесвітньої спадщини ЮНЕСКО.
За припущенням археологів, храми були присвячені культу родючості, про що свідчать численні статуетки, виявлені на околицях комплексу. Згідно з місцевим фольклором, храми спорудила раса велетнів, яка використовувала їх як місце для поклоніння.

## Короткий опис
Комплекс Джгантії знаходяться на краю плато Шаара (Xagħra). Він складається з двох храмів, спрямованих на південний схід. Храми розташовані впритул один до одного та оточені муром. Південний храм — давніший та більший, датується близько 3600 р. до н. е. Він зберігся краще, ніж північний. План храму включає п'ять великих апсид (напівкруглих частин), зі слідами штукатурки, яка колись покривала нерівну стіну. Він побудований з використанням циклопічного стилю кам'яної кладки: величезні камені утримуються на місці лише за рахунок власної ваги.

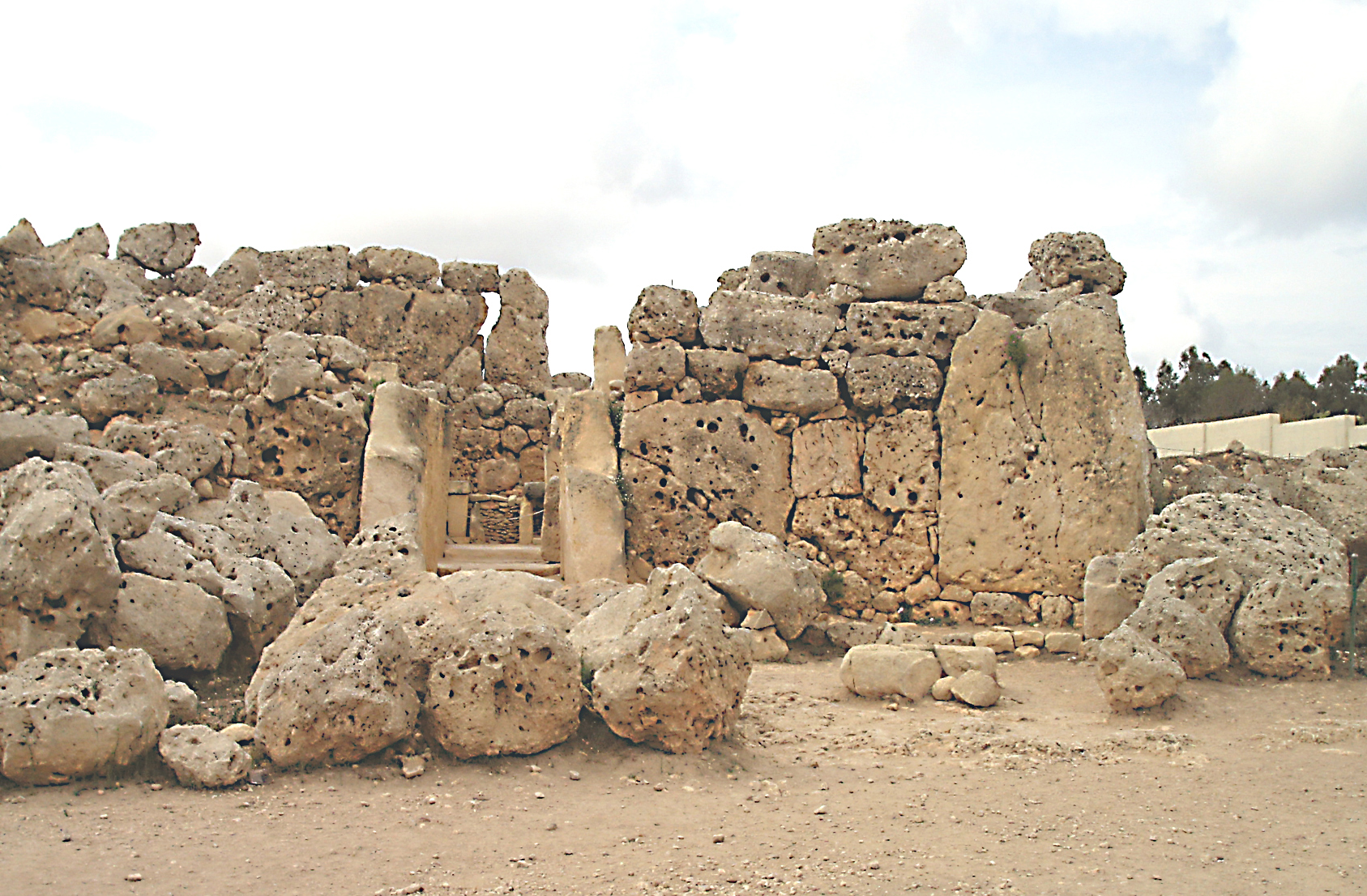
Храм Джгантії

Форма храмів у вигляді листка конюшини була типовою для Мальти. Храм був споруджений без використання металевих знарядь і до появи колеса. Біля храму виявлені невеликі сферичні камені, які, за припущенням, використовувалися як шарикопідшипники для транспортування великих кам'яних блоків для спорудження храму.
Джгантія, як й інші мегалітичні споруди на Мальті, спрямована на південний схід. Висота південного храму сягає 6 метрів. На вході встановлено великий кам'яний блок з поглибленням, яке, як гадають, використовувалося для ритуального обмивання перед входом у святилище. У п'яти апсидах виявлені різні вівтарі; за наявністю кісток тварин можна здогадатися, що там відбувалися жертвоприношення.
Терен, на якому стоять обидва храми, оточує огорожа, що складається з вертикально встановлених каменів, причому деякі з них сягають 5,5 м в довжину та важать до 50 тонн.

## Розкопки та публікації
Місцеві жителі та мандрівники знали про існування святилища вже давно. Наприкінці XVIII століття, задовго до початку розкопок у цих місцях, Жан-П'єр Оуель склав доволі точний план. 1827 року полковник Джон Отто Баєр, заступник губернатора Гоцо, наказав очистити місцевість від «сміття».. При цьому з місця був вивезений оригінальний ґрунт, який напевно містив цінні археологічні матеріали. На щастя, напередодні вивозу «сміття» німецький художник Брохторфф замалював пам'ятку, тому сучасним дослідникам відомо, як храми виглядали до «очищення».
Після розкопок 1827 року стан руїн став погіршуватися. Ділянка перебувала у приватній власності, та 1933 року уряд експропріював її. Департамент музеїв провів ґрунтовні археологічні роботи в 1933, 1936, 1949, 1956-57 і 1958-59 роках з метою очищення, збереження та вивчення руїн і навколишньої місцевості.
Храм Джгантії був занесений до списку світової спадщини ЮНЕСКО 1980 року. 1992 року ЮНЕСКО ухвалив рішення включити до списку п'ять інших мегалітичних храмів на островах Мальта та Гоцо, і замість Джгантії в списку ЮНЕСКО тепер вказані Мегалітичні храми Мальти.

## Галерея

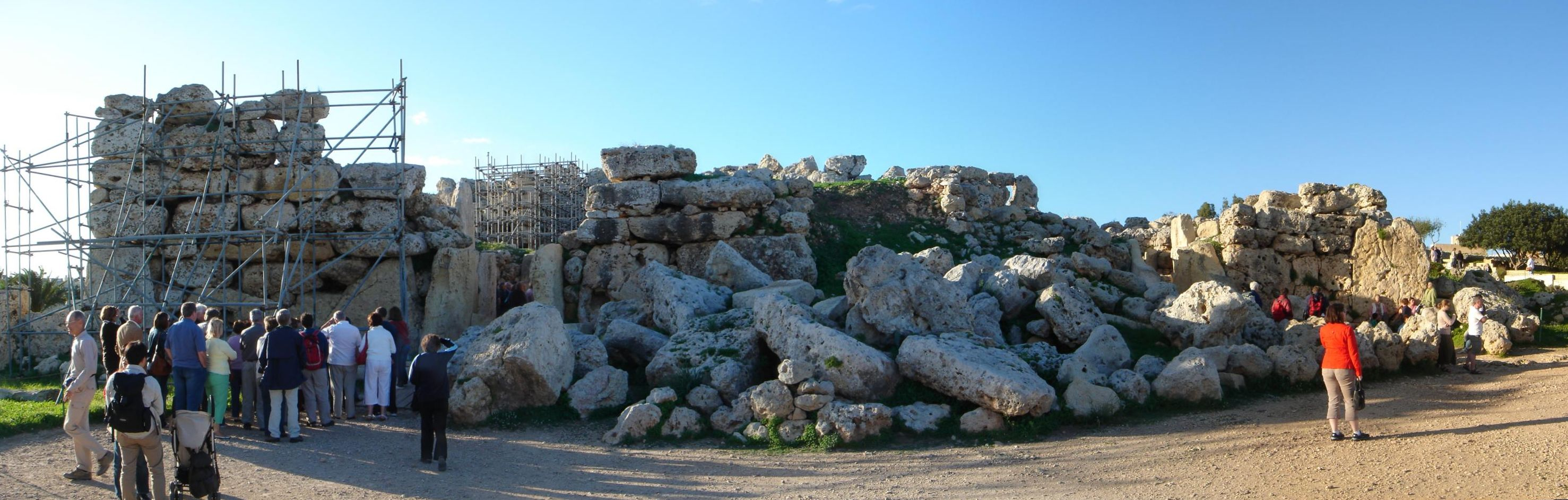
Панорама мегалітів Джгантії
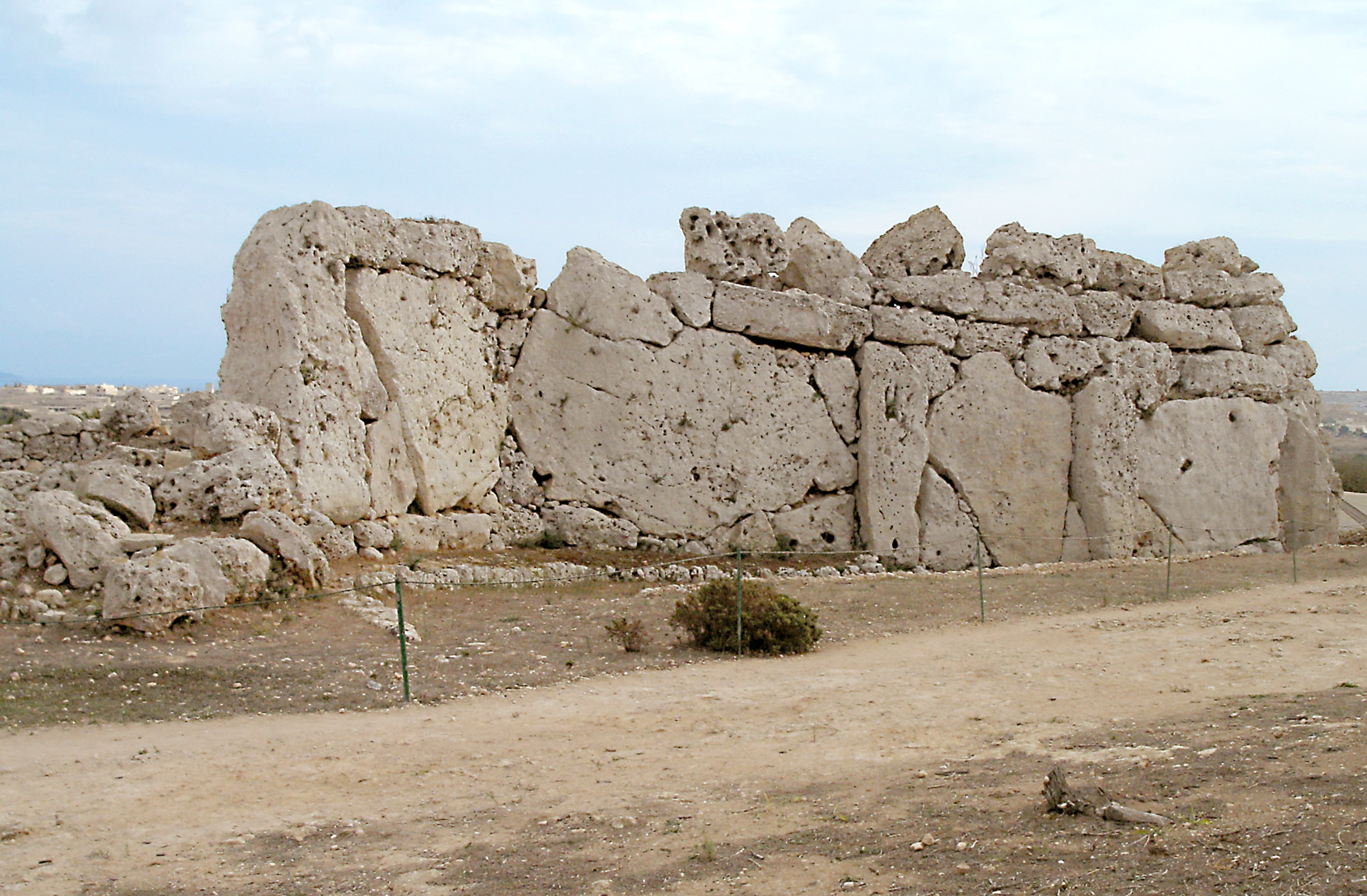
Стіни Джгантії, споруджені з велетенських монолітів
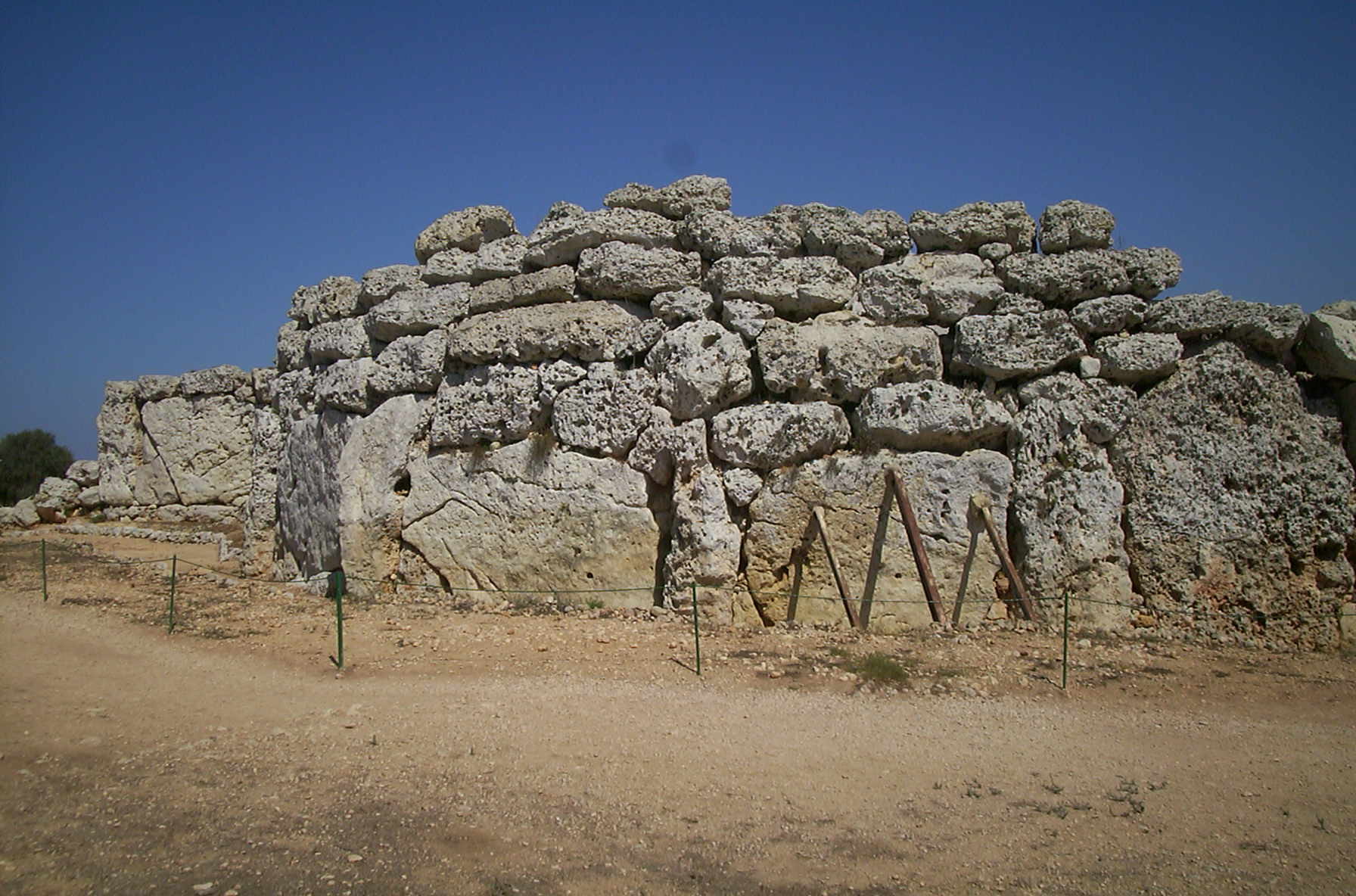
Вид зовнішньої стіни Джгантії
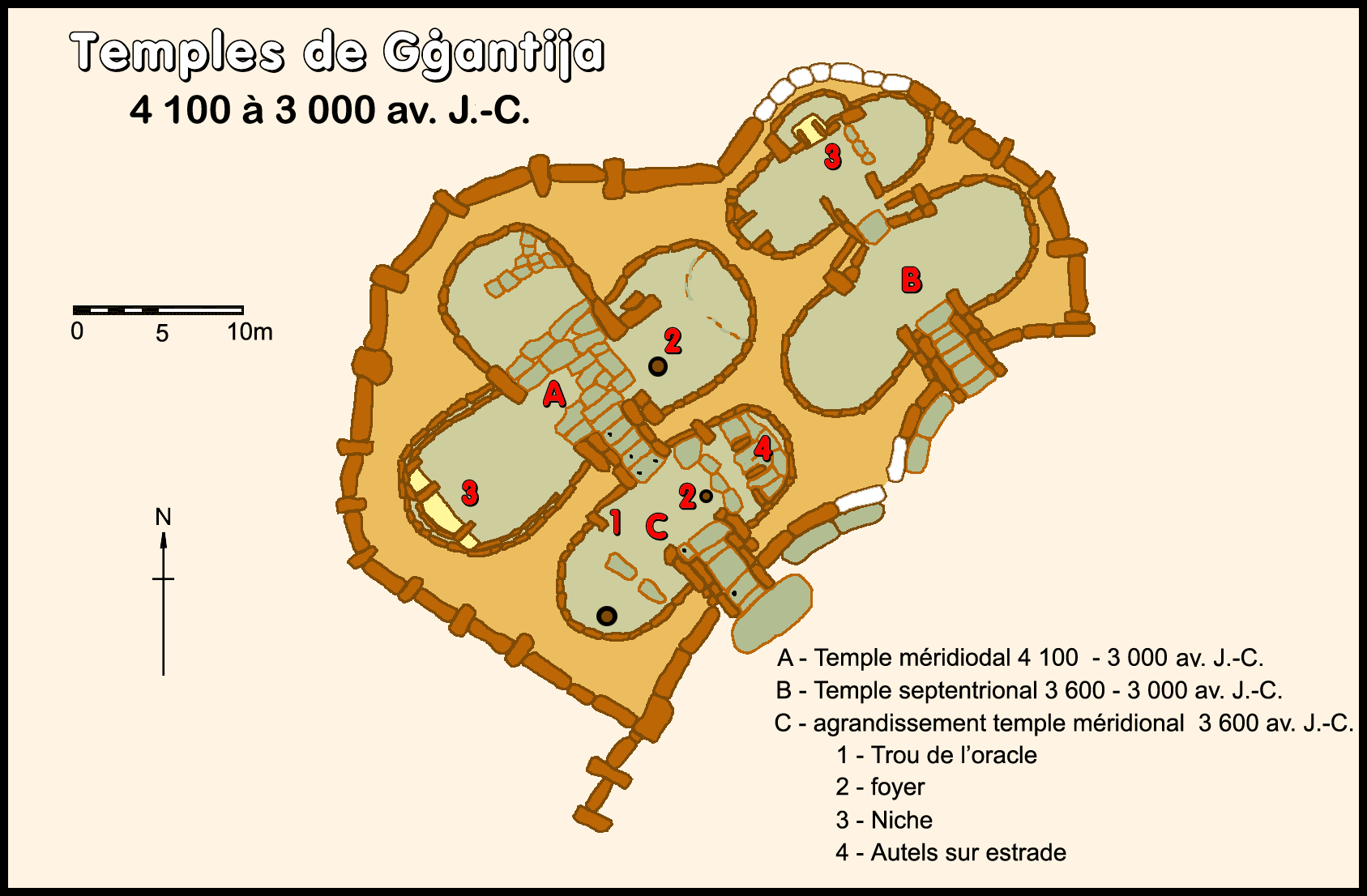
План храмів Джгантії